# Емил Коралов
Емил Дончев Станчев, по-известен под псевдонима Емил Коралов, е български писател, дебютирал с драматични романи през 30-те години на XX век и достигнал най-високо признание за романите „Нова летопис“ и „Чинарите зашумяха“.

## Биография
Емил Коралов е роден в семейството на учителя литератор и читалищен деец Дончо Станчев-Лъчезаров и учителката Донка Станчева. Завършва гимназия във Враца и немска филология в Софийския университет.
От 1933 г. до 1947 г. заедно с брат си Лъчезар Станчев е издател и редактор на популярния вестник с библиотека „Весела дружина“, където публикува първите български фантастични романи за деца и юноши (основни герои са Жари и Морското момиче, и техните летящи столчета в Страната на слънцето).
След това работи в издателство „Народна младеж“ (1947 г. – 1966 г.) заедно с Ангел Каралийчев и Никола Фурнаджиев.

## Признание и награди
На 24 години Коралов става носител на наградата на Министерството на народното просвещение за романа си „Великата жажда“.
Носител е на Димитровска награда от 1952 г.

## Личен живот
Първата му съпруга е Милка Петрова-Коралова, учителка по френски език, завършила Сорбоната в Париж, авторка на приключенския роман за юноши „Сама по света“. Заедно с нея издава дълги години вестника за деца „Весела дружина“. Имат трима синове: Ясен, Андрей и Любомир.
Вторият му брак е с известната оперна певица Иванка Митева, от която има дъщеря Емилия. Емилия Коралова-Стоева се занимава с теория и критика на художествения превод.